# جایزه فرو-گراملی
جایزه فرو-گراملی یک جایزه ادبی سالانه است که توسط انتشارات مثلث و بنیاد فرو-گراملی به بهترین اثر داستانی ال‌جی‌بی‌تی در آن سال اهدا می‌شود. این جایزه به یاد نویسندگان رابرت فرو و مایکل گراملی اهدا می‌شود.
این جایزه برای اولین بار در سال ۱۹۹۰ اهدا شد، جوایز جداگانه ای برای داستان‌های گی و لزبین تا سال ۲۰۰۸ ارائه می‌شد که جوایز در یک جایزه واحد ادغام شدند.
در دو نوبت، این جایزه توسط آثاری که ادبیات داستانی متداول نبوده‌اند، دریافت شده‌است. در سال ۱۹۹۴، روزنامه‌نگار، جان برندت، برای رمان غیر داستانی خود به نام نیمه شب در باغ خیر و شر این جایزه را از آن خود کرد، و در سال ۲۰۰۹، کاریکاتوریست آلیسون بکدل به دلیل گلچین کردن داستان مصور کتاب ضروریات اساسی که باید مراقب آنها باشید برنده این جایزه شد.

## جوایز

### داستان با موضوع همجنسگرایی مردانه
- ۱۹۹۰ - دنیس کوپر، نزدیک تر
- ۱۹۹۱ - آلن بارنت، بدن و خطرات آن
- ۱۹۹۲ - ملوین دیکسون، اتاق‌های ناپدید شده
- ۱۹۹۳ - راندال کنان، بگذار مردگان مردگان خود را دفن کنند
- ۱۹۹۴ - جان برندت، نیمه شب در باغ خیر و شر
- ۱۹۹۵ - مارک مرلیس، مطالعات آمریکایی
- ۱۹۹۶ - فلیس پیکانو، مانند افرادی در تاریخ
- ۱۹۹۷ - اندرو هولران، زیبایی مردان
- ۱۹۹۸ - کولم توبین، داستانی از یک شب
- ۱۹۹۹ - مایکل کانینگهام، ساعت‌ها
- ۲۰۰۰ - پال راسل، طوفان آینده
- ۲۰۰۱ - ادموند وایت، مرد متأهل
- ۲۰۰۲ - دیوید ابرشف، شهر گل رز
- ۲۰۰۳ - جیمی اونیل، در شنا، دو پسر
- ۲۰۰۴ - تربور هلی، از طریق آن به رنگهای روشن درآمد
- ۲۰۰۵ - آدام برلین، سبک بلموندو
- ۲۰۰۶ - باری مک کریا، آیه اول
- ۲۰۰۷ - کریستوفر برام، تبعیدی در آمریکا
- ۲۰۰۸ - پیتر کامرون، روزی این درد برای شما مفید خواهد بود

### داستان با موضوع همجنسگرایی زنانه
- ۱۹۹۰ - روتان رابسون، چشم طوفان
- ۱۹۹۱ - چری موهانجی، او
- ۱۹۹۲ - بلانچ مک کریارد بوید، انقلاب دختران کوچک
- ۱۹۹۳ - دوروتی آلیسون، حرامزاده از کارولینا
- ۱۹۹۴ - جنت وینترسون، نوشته شده روی بدن
- ۱۹۹۵ - هدر لوئیس، قوانین مجلس
- ۱۹۹۶ - سارا شولمن، موش صحرایی بوهمیا
- ۱۹۹۷ - پرسیمن بلکبریج، سانی بروک
- ۱۹۹۸ - النا دیکومون، فراتر از رنگ پریدگی
- ۱۹۹۹ - پاتریشیا پاول، بتکده
- ۲۰۰۰ - جودی دوینگز، آنچه از من به جای گذاشت
- ۲۰۰۱ - سارا واترز، وابستگی
- ۲۰۰۲ - اما داناهیو، اسلمرکین
- ۲۰۰۳ - کارول انشاو، خوش شانس در گوشه
- ۲۰۰۴ - نینا رویر، سرزمین جنوب
- ۲۰۰۵ - استیسی دی اراسمو، یک سال اسب دریایی
- ۲۰۰۶ - پاتریشیا گروسمن، برایان در سه فصل
- ۲۰۰۷ - لیزا کری، هر چیز قابل مشاهده
- ۲۰۰۸ - علی لیبگوت، مقالات IHOP

### جایزه ادغام شده
- ۲۰۰۹ - آلیسون بکدل، ضروریات اساسی که باید مراقب آنها باشید
- ۲۰۱۰ - سباستین استوارت، ساعتی بین
- ۲۰۱۱ - مایکل اسلج، من از شما بیشتر بدهکار هستم.
- ۲۰۱۲ - پل راسل، زندگی غیر واقعی سرگئی نابوکوف
- ۲۰۱۳ - تربور هلی، اسبی به نام غم و اندوه[۱]
- ۲۰۱۴ - سارا فاریزان، اگر می‌توانید مال من باشید
- ۲۰۱۵ - برناردین اواریستو، آقای لاورمن
- ۲۰۱۶ - مایکل گلدینگ، شاعر جهان نامرئی
- ۲۰۱۷ - کاتلین شاین، ممکن است معنایی نداشته باشند، اما معنی آن را دارند.[۲]
- ۲۰۱۸ - آلیستر مک کارتنی، فروپاشی‌ها
- ۲۰۱۹ - جان آر گوردون، دراپتومانیا[۳]
- ۲۰۲۰ - اوشن وونگ، روی زمین ما به‌طور خلاصه زرق و برق دار هستیم[۴]